# Campionati svizzeri di sci alpino 1987
Ai Campionati svizzeri di sci alpino 1987 furono assegnati i titoli di discesa libera, slalom gigante, slalom speciale e combinata, sia maschili sia femminili; oltre agli sciatori svizzeri, poterono concorrere al titolo anche gli sciatori di nazionalità liechtensteinese.

## Risultati
| Specialità      | Uomini            | Donne           |
| --------------- | ----------------- | --------------- |
| Discesa libera  | Daniel Mahrer     | Maria Walliser  |
| Slalom gigante  | Pirmin Zurbriggen | Vreni Schneider |
| Slalom speciale | Paul Frommelt     | Erika Hess      |
| Combinata       | Paul Accola       | Maria Walliser  |